# .ws
.ws je internetová národní doména nejvyššího řádu pro Samou.